# Андріяка Микола Іванович
Андріяка Микола Іванович (24 січня 1905, м. Прилуки — 1977) — живописець, заслужений художник РРФСР (1968), член Спілки художників РРФСР (1939).

## Біографія
З 1923 року проживає у Москві. Працював на заводі «Червоний пролетар». У 1926–29 рр. навчався у художній студії Д. Кардовського на робітничому факультеті мистецтв. 1937 р. закінчив Ленінградську академію мистецтв, майстерня А. Савінова. Монументальне полотно «Клятва богунців біля прапора», що стало дипломною роботою Андріяки, не збереглося.
У 1939 р Н. Андріяка стає членом Московського союзу художників, бере участь у великих виставках. У цей період він пише твір «Місячна ніч на річці», «Прибирання хліба». Тоді ж він починає викладати в Школі юних обдарувань для художньо обдарованих дітей, згодом стає її директором.
Під час Другої світової війни — політрук стрілецької роти, командир взводу розвідки. Має бойові нагороди. У 1943–45 рр. — художник армійських і фронтових газет (зокрема «За честь Родины», 1944–45). Закінчує війну капітаном. За час війни створює портретну галерею відзначених в боях червоноармійців і командирів. У спадщині художника збереглося 84 малюнка з докладним коментарем — з прізвищем, званням і заслугами зображених. Малює для газети серію карикатур: «Соло фюрера на могилі», «Муссоліні», які своєю гостротою не поступалися роботам Кукриніксів. Творчість фронтового періоду художника доносить до майбутніх поколінь правдиві свідчення жахів війни.
У 1947–52 рр. працював у студії військових художників ім. М. Грекова. Автор завіси «Москва» (Будинок офіцерів у Відні, 1946), діорами «Форсування Дніпра військами Радянської Армії» (1949), співавтор панорами «Сталінградська битва. Розгром німецько-фашистських військ під Сталінградом» (1950).
Помер 1977 року, похований в Москві на Хованському кладовищі (Центральна територія ч. 29Б).

## Творчість
Основна галузь — станковий живопис, жанри — портрет і пейзаж. Учасник мистецьких виставок. Персонсональної — у Москві (1947). Окремі полотна зберігаються в Прилуцькому краєзнавчому музеї.

## Твори
- «Сінокіс» (1937)
- «Коні» (1937)
- «М. Щорс» (1937)
- «Прага. Карлів міст»
- «Зенітка біля рейхстагу» (1945)
- «Ранок» (1945)
- «Храм Василя блаженного» (1947)
- «Після дощу» (1957)
- «Жито дозріло» (1963)
- «Москва-ріка. Перші вогні» (1963)
- «Осінь» (1974)
- «Рання весна. Чорна річка» (1977)

## Нагороди
- 21.01.1944 — Орден Червоної Зірки
- 16.06.1945 — Орден Вітчизняної війни II ступеня
- 09.05.1945 — Медаль «За перемогу над Німеччиною у Великій Вітчизняній війні 1941—1945 рр.»[3]